# TDC A/S
座標: 南緯25度44分38秒 東経28度11分10秒 / 南緯25.74389度 東経28.18611度
TDC A/S（ティディシーエース、英語: TDC A/S）はデンマークコペンハーゲンの本社を置く大手電気通信事業者で、1990年に設立されました。
事業は通信を営んでいる。

## 概要
本社はコペンハーゲン南港のテグルホルムスガーデにある。
子会社以外CompanyMobile、Dansk Kabel TV、FastTV、Fullrate、M1、NetDesign、Onfone、Telmore、UnotelおよびYouSeeの子会社がある。

## 歴史
1990年、デンマーク遞信省で独立して民営化とともに設立された。

## その他
1989年から2000年まではTV 2のテストパターンTDC A/Sの前身であるテレデンマークのロゴを使用した。